# にしき
にしきは、東京都新島村が新島（新島港） - 式根島（野伏港）間で運航する旅客船である。

## 概要
2009年3月27日にアイ・エイチ・アイ マリンユナイテッドで竣工し、4月1日に就航した。
全長25.15mの小さく狭いスペースに新しく乗下船用装置（可動スロープ）と船内の昇降通路（船内スロープ）を設けてバリアフリー化を実現した社会性が評価され、日本船舶海洋工学会のシップ・オブ・ザ・イヤー2009（小型客船部門）を受賞した。
乗船定員は100人だが、新型コロナウイルス感染症の流行により、2021年4月26日から5月31日までは53人に制限して運航されていた。
2023年2月4日、定期修理後に横須賀市久里浜沖で座礁、浸水。けが人はいなかった。この座礁事故に伴い、代船が就航したが、代船期間延長手続のための運休や、運航時間の変更といった対応を余儀なくされた。